# Järfälla
Järfälla es un municipio sueco de la provincia de Estocolmo. La cabeza de municipio es Jakobsberg, que forma parte de la zona urbana de Estocolmo.

## Símbolos
El escudo de Järfälla consta de una imagen del cordero de Dios portando la cruz arzobispal. Lleva utilizándose desde 1955 pero no se registró oficialmente hasta 1977. Se basa en un antiguo emblema del condado de Sollentuna, de 1568.

## Geografía
Järfälla se encuentra en la parte sur de la región de Uppland colindante con el lado este del lago Mälaren. El término municipal limita al norte con Upplands Väsby, al este con  Sollentuna, al sureste con Estocolmo, al oeste con el término de  la isla de Ekerö  y al noroeste con Upplands-Bro, todos ellos municipios de la provincia de Estocolmo.

## Población
A fecha del 31 de diciembre de 2014, el municipio de Järfälla contaba con 70 701 personas, de las cuales 18 437(26,1 %) habían nacido en otra región sueca. El número de habitantes nacidos en el extranjero o con dos padres extranjeros era de 25 717, o el 36,37 % del total.

## Administración
El municipio de Järfälla se formó a partir de la parroquia de Järfälla en Sollentuna, ubicada en la provincia de Estocolmo  en la reforma municipal en 1863. En 1947, algunas propiedades de Barsbro, hasta entonces parte de  Järfälla, pasaron a depender de Spånga, municipio actualmente inexistente. Las reformas territoriales de 1952 no afectaron al municipio, pero en 1955 y 1956 algunas áreas de municipios vecinos se transfirieron a Järfälla, que vio aumentar su área en unos 9 km².
El municipio actual se formó en la reestructuración de 1971. En 1975 perdió un par de localidades que pasaron a Estocolmo. Desde 2007, pertenece al partido judicial de Attunda.
Desde el 1 de enero de 2016, el municipio se  divide en cuatro partes: Barkarby-Skälby, Jakobsberg, Kallhäll-Stäket y Viksjö.

## Historia
La mención más antigua a Järfälla es del 26 de enero de 1310, en un testamento elaborado por el arzobispo Nils Kettilsson, donde aparece como "Gerfelli" o "Gerfelle". El significado del topónimo es objeto de debate, y la ortografía ha variado en múltiples ocasiones. El área ha estado habitada desde el Neolítico. En la Edad Media hubo importante número de rutas a través del territorio. De esta época data el asentamiento de Kalvshälla, que se empezó a excavar a finales de los 1990. La localidad de Barkarby se convirtió por entonces en un importante nodo de transportes.
El municipio mantuvo un largo tiempo un carácter rural, pero alrededor de la década de 1920 comenzó la subdivisión de las grandes haciendas para la construcción de hogares unifamiliares. Desde la Segunda Guerra Mundial, el municipio se ha desarrollado considerablemente, en especial durante la década de 1960, cuando el municipio experimentó el aumento de población más rápido del país. En 1968 llegó el tren de cercanías y la carretera entre Barkarby y Stäket se completó en 1967. En el comienzo de la década de 1990 se abrió una tienda de IKEA y unos grandes almacenes en Barkarby que marcaron el inicio de la expansión de una gran zona comercial y de viviendas. El municipio es parte de la zona urbana de Estocolmo. De la población del municipio solo un centenar vive fuera de la aglomeración urbana.